# 好来系ラーメン

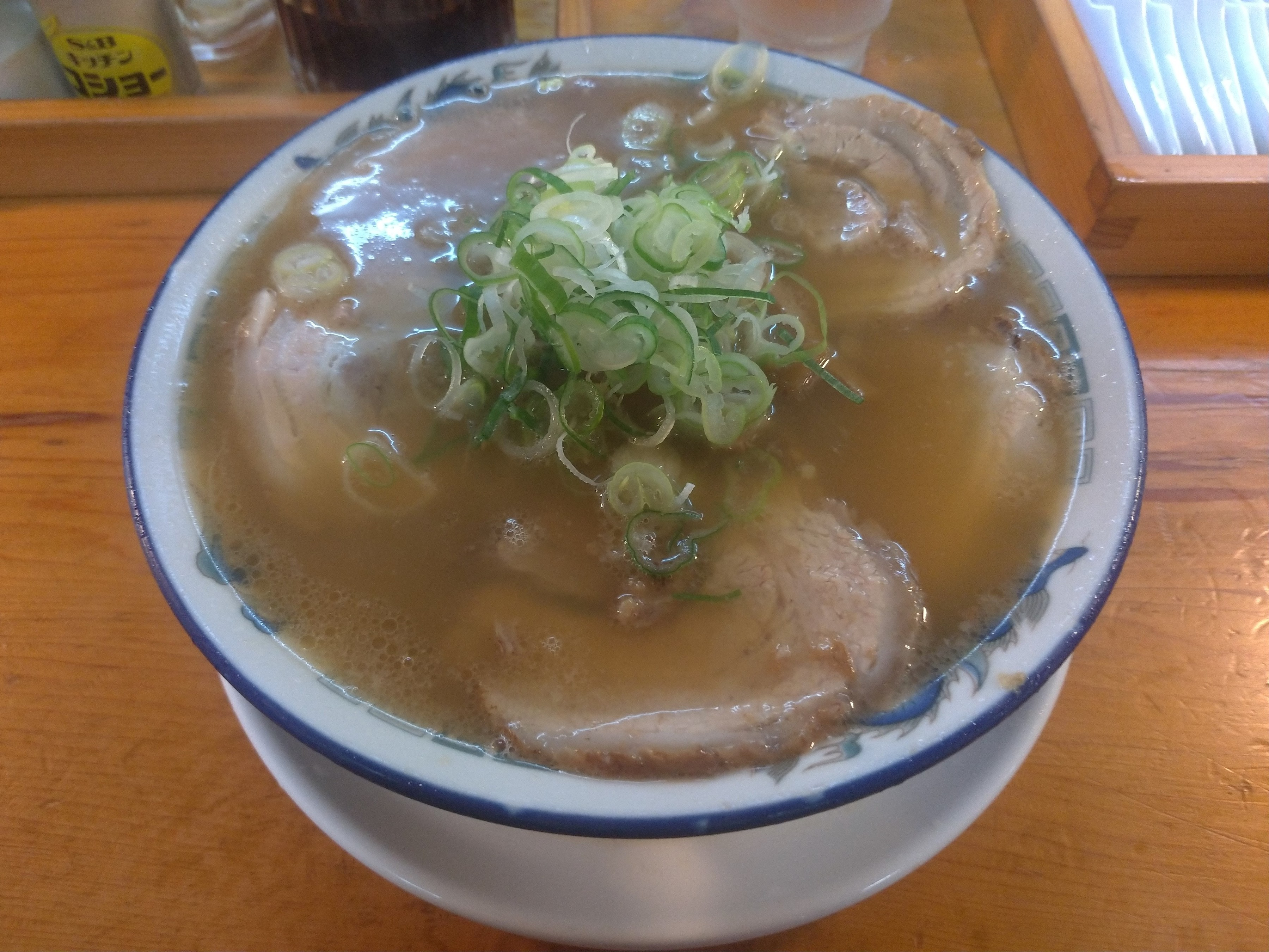
『好来道場』の好来系ラーメン

好来系ラーメン（こうらいけいラーメン）は、主に愛知県名古屋市を中心とするラーメン店で提供されるラーメンの一種である。

## 概要
好来系ラーメンのスープは主に鶏ガラ・豚骨・魚介・根菜などを煮立てて作られている。この調理方法が生まれた経緯は、好来系ラーメンの元祖である『好来 （現在の好来道場）』の初代店主が中華スープの基本である「清湯（チンタン）」という寸胴を80度程度に温めじっくり具材を煮込んで作る調理法を知らず、具材を全て寸胴に入れ煮立てて作ってしまった結果、白濁としたとても味の良いスープができたと明かされている。見た目は豚骨醤油に似ているがとてもあっさりとしている。漢方薬の素材も一緒に煮込まれているため「薬膳ラーメン」と称されることもある。
総本家である『好来道場』のスープは鶏ガラ七割と豚骨三割にカツオやムロアジなどの魚介に加え、タマネギ・ニンジン・ニンニクの三種類の根菜を6時間以上かけて煮込んで作られている。具材はチャーシューとメンマとネギが入っており、メニューによって量を増やすことができる他、とろろ昆布を追加することもできる。チャーシューは三河もち豚を注ぎ足しのたまり醤油と水、塩で煮込み作っている。麺は島田屋製麺で作っており、やや太めのストレート麺になっている。弟子もこの店の麺を使っている場合が多い。卓上調味料は胡椒やニンニクパウダー、胡麻ラー油、高麗人参酢などが置いてあり、胡麻ラー油と高麗人参酢は自家製となっている。
好来系ラーメンを掲げる店は元祖の『好来』で修行した弟子ののれん分けや孫弟子が開店したものであり、フランチャイズのような店は存在しないため、店によってメニューは異なる。
『好来』では基本メニューのラーメンを「松」、メンマ多めを「竹」、チャーシュー多めを「寿」と呼称している。他の好来系ラーメン店舗でもこれに倣っているケースが多いが、チャーシュー多めを「梅」と呼称する店舗（『蔘好来』『陣屋』『めんきち』）もある。

## 歴史と普及
1959年（昭和34年）に名古屋市千種区で楓彰によって『好来』が創業し、好来系ラーメンが開発された。当時はラーメンの専門店は一般的ではなかったが、既に旨いラーメン屋があると評判になっていたという。その後、楓夫妻の息子が二代目を継ぎ現在の千種区春岡通に店舗を移転しているが若くして亡くなってしまい、現在は大橋健次が三代目を継ぎ弟と二人で店を切り盛りしている。現店主の大橋によると、一代目のときは我流でスープを作っておりいい加減だったと語られており、現在は和食出身である現店主によって丁寧に作られているため味は変わっている。
総本家の『好来』は店側の都合により何度か閉店～再開を繰り返しており、最近では2002年（平成14年）3月に閉店し、同年8月に再開。2004年（平成16年）6月にまた一時閉店したが、2005年（平成17年）2月に『好来道場』と名前が変わり、現在は1日80食限定の昼のみ営業となっている。
『好来』に弟子入りし暖簾分けした店は約十数店舗あり、『好陽軒』をはじめ、『陣屋』、『味楽』、『拉ノ刻』、『招福軒』、『八事らーめん 好好』（2019年（令和元年）12月閉店）などが名古屋市内外に存在している。
『好来道場』には初代店主の楓による「店是 五ヶ条」が掲げられている。
- 一、大金を求めないこと
- 一、本業以外での金儲けを禁ず
- 一、仕事を楽しむこと
- 一、雑草の如く生き抜くこと
- 一、自分に勝つこと

## 店舗
2025年（令和7年）8月現在、好来系ラーメンとして知られるラーメン店は以下が存在する。

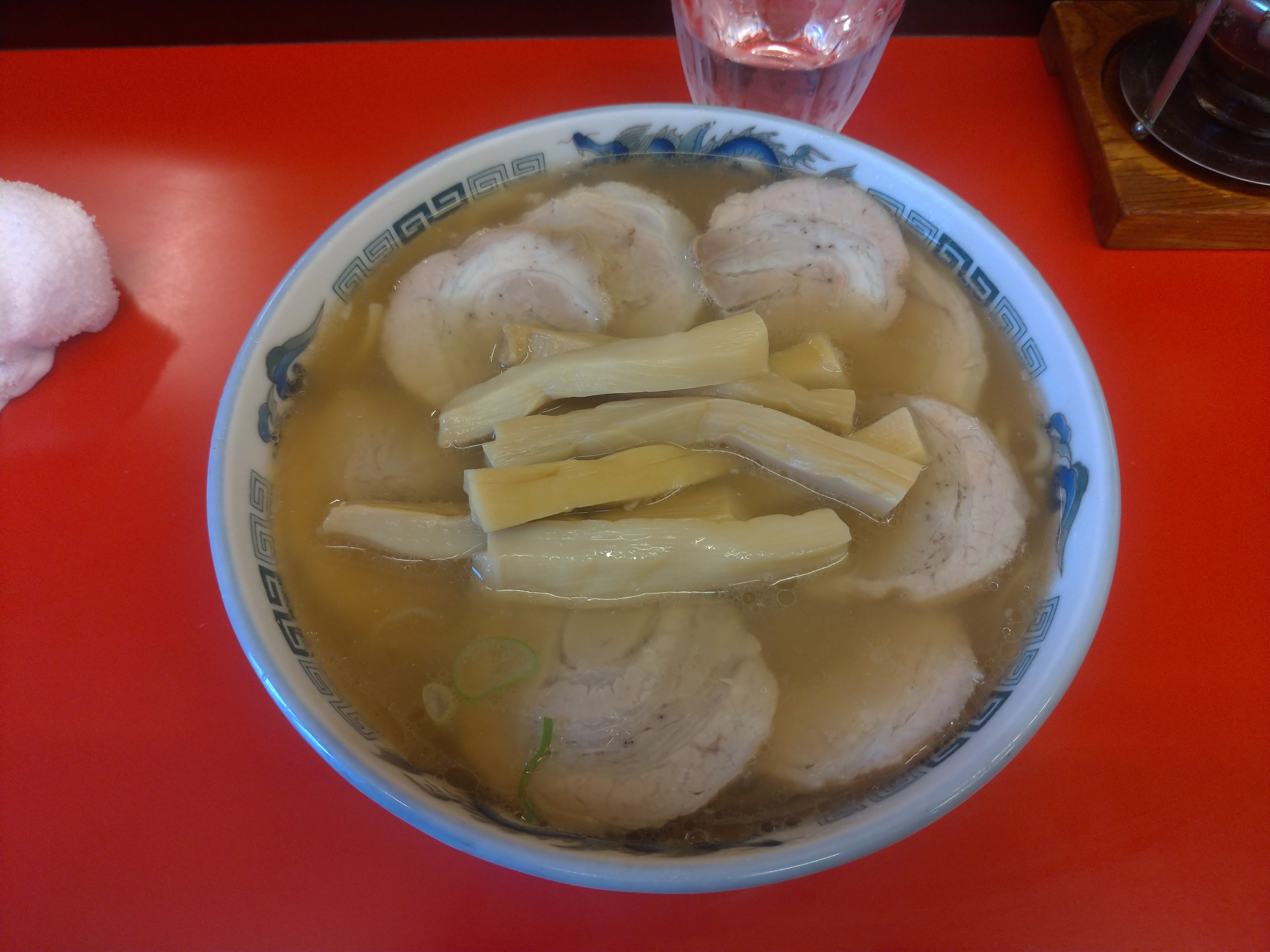
好来道場（愛知県名古屋市千種区）
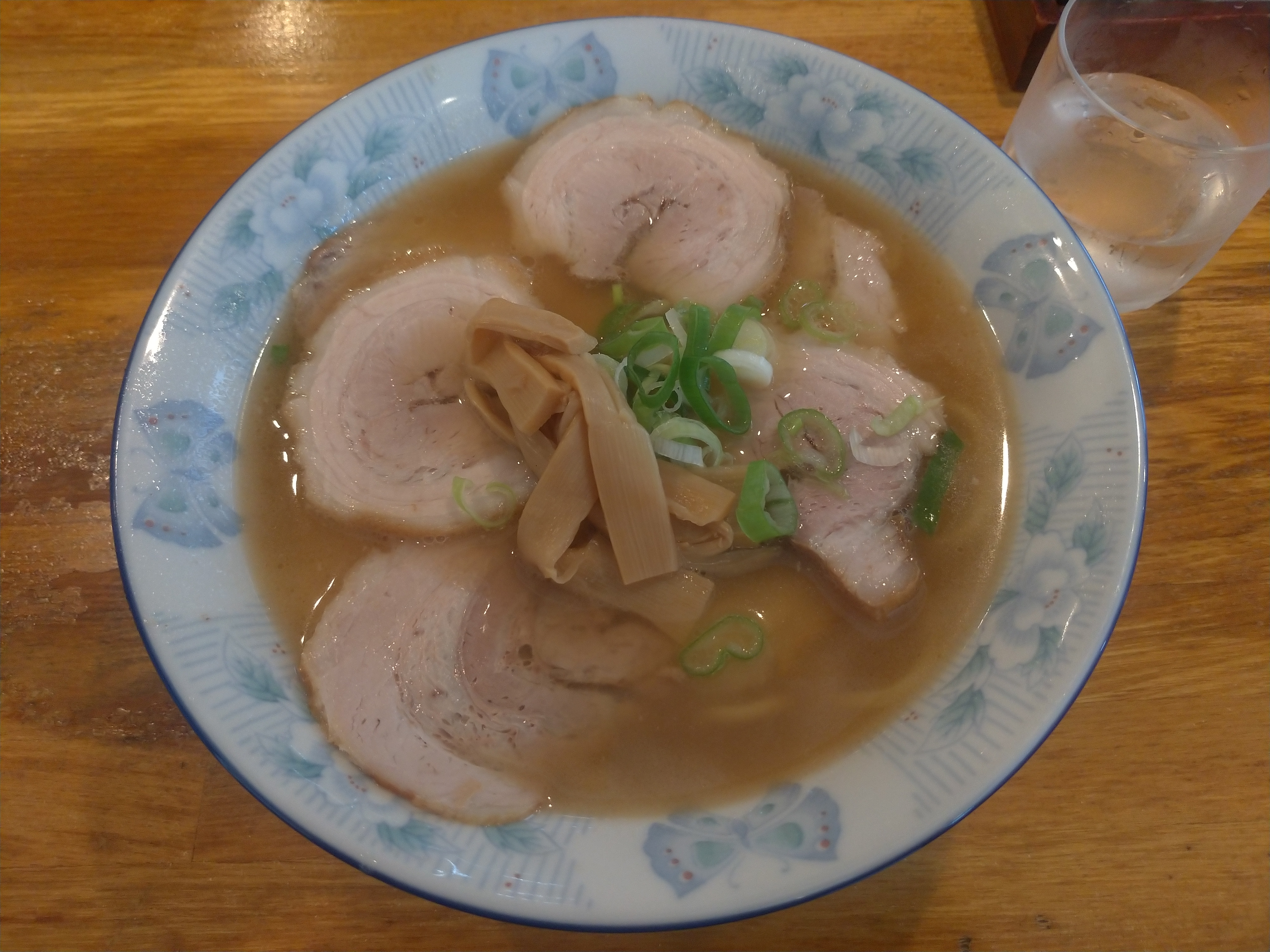
太陽（愛知県名古屋市千種区）
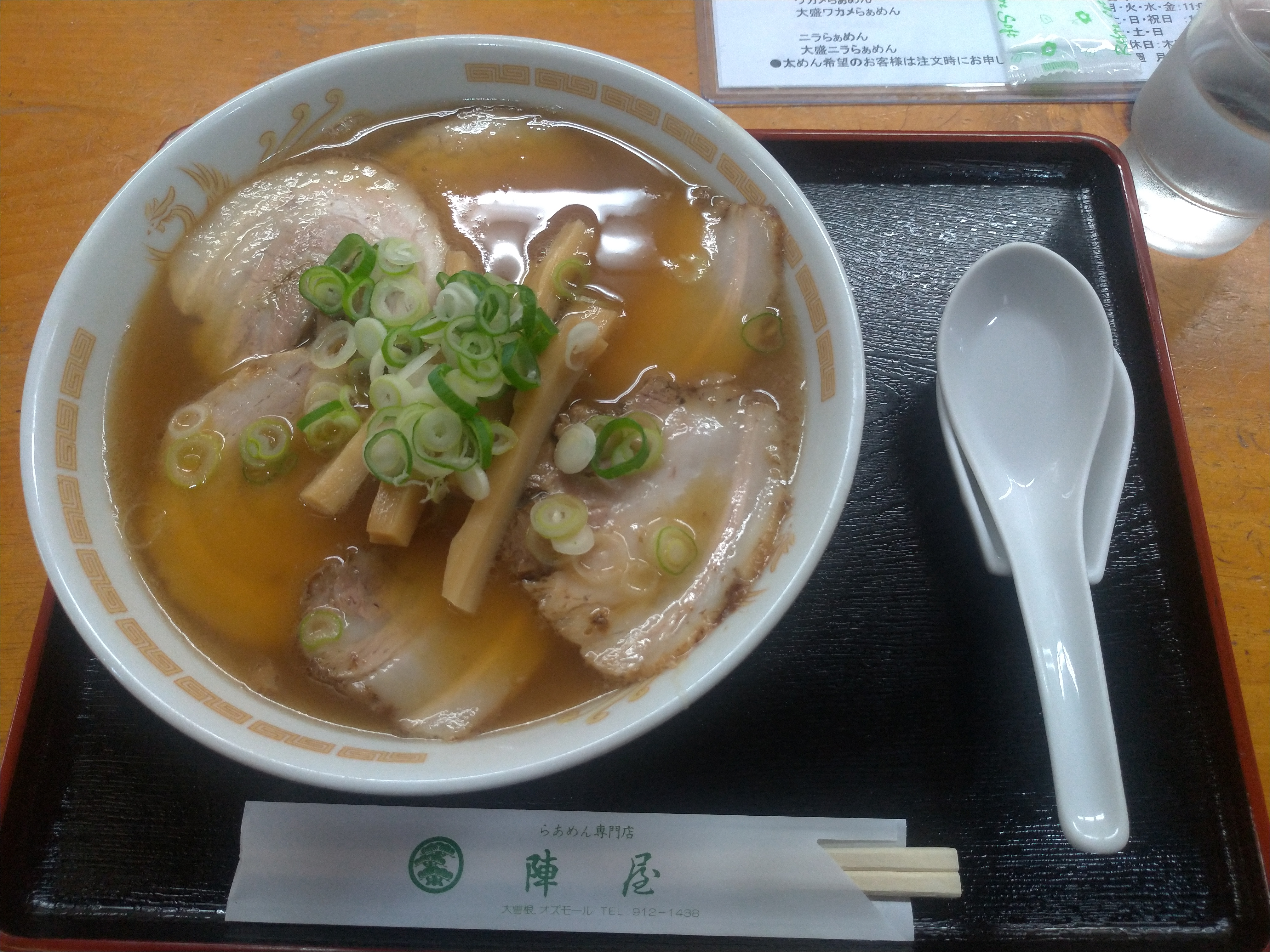
好陽軒（愛知県名古屋市昭和区）
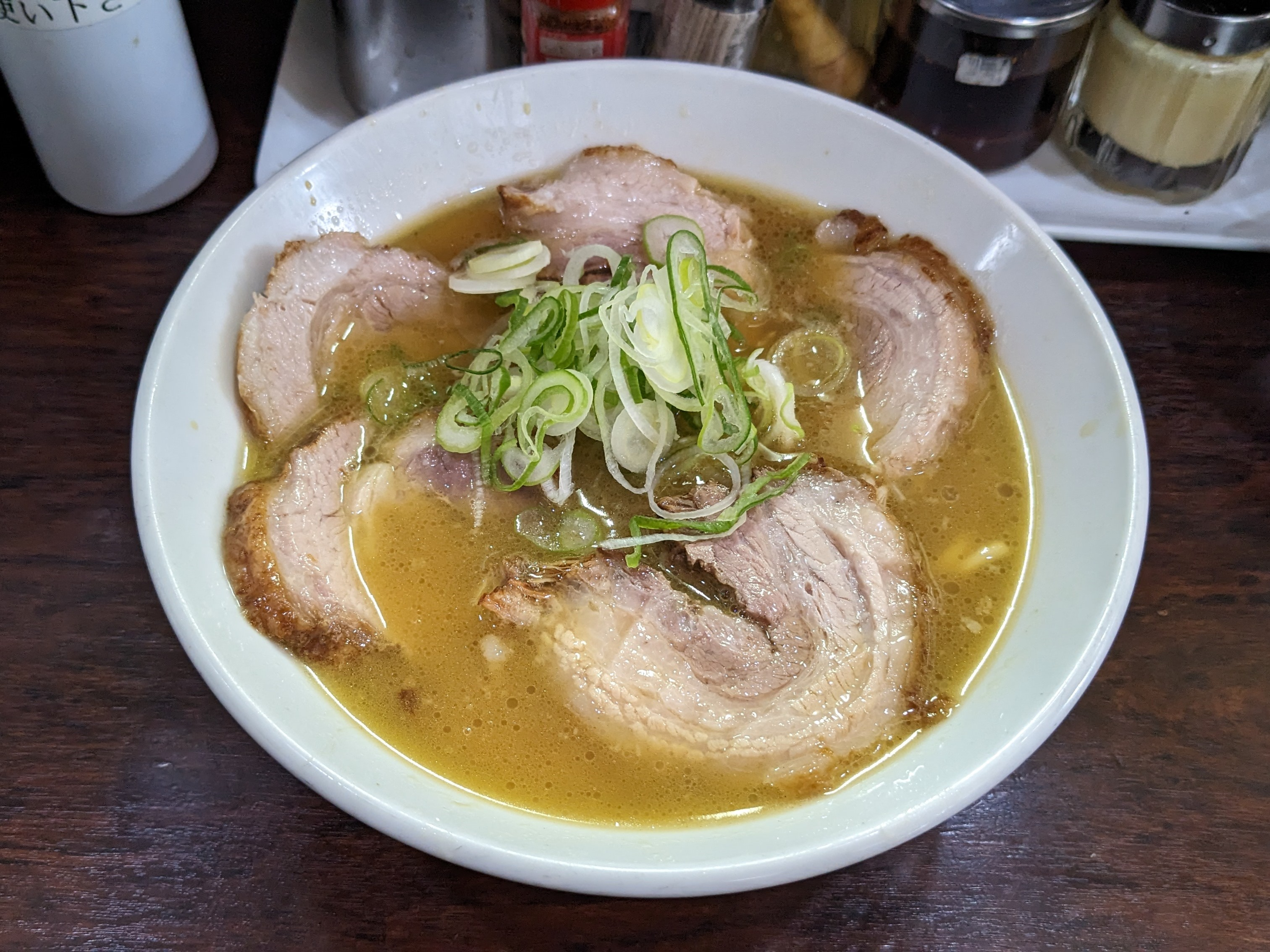
陣屋（愛知県名古屋市北区）
- 招福軒（愛知県名古屋市北区）
- 蔘好来（愛知県名古屋市中区）
- 藤味亭（愛知県名古屋市中区）
- 藤味亭 砂田橋店（愛知県名古屋市東区）
- 拉ノ刻（愛知県名古屋市中村区）
- 薬膳ラーメン 本丸（愛知県名古屋市西区）
- 焼串鶏 鳴子店（愛知県名古屋市緑区）[注釈 1]
- 味楽（愛知県名古屋市緑区）
- 好味家（愛知県日進市）
- めんきち（愛知県春日井市）
- 好和亭（愛知県春日井市）
- らーめん双葉（愛知県津島市）
- 富滋味（宮崎県宮崎市）

- 好陽軒（愛知県名古屋市昭和区）
- 太陽（愛知県名古屋市千種区）
- 陣屋（愛知県名古屋市北区）
- 藤味亭（愛知県名古屋市中区）